# Hiromi Miyake
Hiromi Miyake (18 de novembro de 1985) é uma halterofilista japonesa, medalhista olímpica. 

## Carreira
Hiromi Miyake competiu na Rio 2016, onde conquistou a medalha de bronze na categoria até 48 kg.